# En mundfuld frisk luft (roman)
En mundfuld frisk luft (originaltitel Coming up for Air) er en roman af George Orwell fra 1939. Den er skrevet i første person, og det er den 45-årige hovedperson George Bowling, der fortæller sin historie.
De sociale og materielle forandringer, som George Bowling har oplevet siden sin barndom får hans fortid til at virke lige så fjern som Kong Og af Bashan – det er en omtale af kongen, der udløser Bowlings rejse tilbage i erindringen. Selvom om Orwells roman er præget af pessimisme og elendighed, så giver Bowling alligevel udtryk for en melankolsk nostalgi efter fortiden. Romanen er et realistisk billede på det, der i dag kaldes midtvejskrisen.
Romanens temaer er nostalgi og det tåbelige i at forsøge er gå tilbage og genopleve fortiden, samt hvor let ungdommens drømme og længsler kan blive kvalt af dagligdagens rutiner med arbejde, ægteskab og det at blive ældre. George Bowling er ikke nogen sympatisk person – han er en fed, midaldrende forsikringsagent, som ikke kan lide sin kone og børn, og som vil give køb på de få principper han har for et par øl og en god nat sammen med en prostitueret. Men som mange af Orwells romanfigurer er hans forsonende træk en oprigtighed og et skånselsløst klarsyn, især når det gælder ham selv.
Det mest bemærkelsesværdige ved romanen er ikke så meget, at Orwell forudså starten på 2. verdenskrig, men at han forudså den forandring, samfundet ville undergå efter krigen. Romanen er også interessant i forhold til Orwells senere hovedværk, den dystopiske fremtidsroman 1984 (originaltitel Nineteen Eighty-Four), der blev skrevet kort før Orwell døde, og som mange kritikere afviste som en døende mands mareridt. Som det følgende citat viser, lå kimen til 1984 klar 10 år før, romanen blev skrevet. George Bowling er til foredrag sammen med sin kone i Socialistisk Bogklub, og mens han hører på foredragsholderen, får han et klarsyn:
"Jeg så de syn, han så. Det var på ingen måde den form for syn, man kan beskrive. Det han siger er blot, at Hitler er ude efter os, og at vi må slå os sammen og hade på livet løs. Han går ikke i enkeltheder. Det hele fremstår respektabelt. Men det, han ser, er noget helt andet. Det er et billede af ham selv i færd med at smadre meneskeansigter med en skruenøgle. […] Hitler er ude efter os! Hurtigt! Lad os alle sammen snuppe en skruenøgle og slå os sammen, og hvis vi smadrer ansigter nok, så vil de måske ikke smadre vores. Slå jer sammen, vælg jeres Fører. Hitler er sort, og Stalin er hvid. Men det kunne lige så godt være modsat, for i den lille fyrs hjerne kommer Hitler og Stalin ud på et. Begge er ensbetydende med skruenøgler og smadrede ansigter. […] Men det er ikke krigen, der betyder noget, der er hvad der kommer efter krigen. Den verden vi synker ned i, den verden af had og slagord. De kulørte skjorter, pigtråden, gummikniplerne. De hemmelige celler hvor det elektriske lys brænder nat og dag, og efterretningsfolkene iagttager én, mens man sover. Og optogene og plakaterne med kæmpemæssige ansigter, og forsamlingerne på en million mennesker der alle råber hurra for Føreren, indtil de er døve og tror, at de oprigtigt tilbeder ham, og hele tiden, nedenunder, hader de ham, så de er ved at brække sig"

Denne artikel er en oversættelse af artiklen Coming up for Air på den engelske Wikipedia. Oversættelsen tager i sin sprogbrug desuden udgangspunkt i den danske udgave af En mundfuld frisk luft (Gyldendal 1977), oversat af Poul Pedersen.